# Powiat de Kluczbork
Le powiat de Kluczbork (en polonais : powiat kluczborski) est une entité administrative territoriale (district) située dans la région de la Voïvodie d'Opole au sud-ouest de la Pologne.
Il fut créé le 1er janvier 1999 à la suite de l'acte de réorganisation du gouvernement local de 1998.

## Division administrative
Le powiat est composé de 4 communes :
- 3 communes mixtes : Byczyna, Kluczbork et Wołczyn ;
- 1 commune rurale : Lasowice Wielkie.